# Inspiration
Inspiration is een Amerikaanse dramafilm uit 1931 onder regie van Clarence Brown met in de hoofdrol Greta Garbo. De film is gebaseerd op het boek Sappho uit 1884 van Alphonse Daudet. Destijds werd het in Nederland uitgebracht onder de titels Inspiratie, Yvonne, de verleidster en Yvonne, het schildersmodel. De Nederlands première was op 31 december 1931 in Tuschinsky in Amsterdam.

## Verhaal
Yvonne Valbret is een mooie jonge vrouw woonachtig in Parijs. Zij brengt haar dagen door als model voor kunstenaars en heeft een dubieus verleden als minnares van veel mannen. Ze vindt het leven te voorspelbaar worden en zo langzamerhand heeft ze het helemaal gehad met kunstenaars. Op een feest wordt ze benaderd door artiest Jouvet, maar ze moet niets meer van hem weten. Diezelfde avond ontmoet ze André Montell, een 24-jarige student. Ze wordt verliefd op hem en brengt de nacht met hem door. Wat André niet weet is dat ze een verhouding heeft gehad met veel kunstenaars en nu de maîtresse is van een oudere man Vignaud.
Haar gevoelens voor Andrè baart haar vrienden en haar dienstmeid zorgen, die vrezen dat ze haar rijke leven met Vignaud zal opgeven voor Andrè. Zoals verwacht is Yvonne inderdaad bereid haar rijke man te verlaten voor André. Ze is bezorgd als ze Andrè hoort praten met zijn jeugdvriendin Madeleine die bij hem op bezoek komt. Later vertelt ze Vignaud door de telefoon dat ze hem niet meer wil zien. Vignaud wordt kwaad en zoekt haar op in haar huis op een moment dat Andrè bij haar op bezoek is. Hierdoor komt André tot bepaalde conclusies en verlaat haar. Hij beseft dat hij niet veel geld heeft om Yvonne te onderhouden. Maar Yvonne vindt dat geen probleem en het komt weer tot een verzoening.
Later gaat Yvonne weer poseren bij Jouvet. Andrè bezoekt haar in het kunstenaarsatelier op een moment dat veel van haar vrienden aanwezig zijn. Haar jaloerse collega Odette is dronken en vertelt aan Andrè dat Yvonne meer ex-minnaars heeft dan ze op haar handen kan tellen. André is geschokt en zweert haar nooit meer te willen zien. Ze probeert hem nog haar kant van het verhaal te vertellen, maar hij wil niets meer van haar weten. Er gaan tijden voorbij. Yvonne en André komen elkaar tegen in een café en hij ziet dat ze leeft in bittere armoede. Hij wil niet langer dat ze onder die omstandigheden leeft. Hij zorgt ervoor dat ze tijdelijk betere woonruimte krijgt in een huis op het platteland. Maar hun verhouding is nu op een laag pitje en Andrè heeft, zonder dat Yvonne het weet, trouwplannen met Madeleine.
Ondertussen heeft Yvonne's vriendin Liane zelfmoord gepleegd nadat ze werd gedumpt door haar vriend Delval. Yvonne hoort van Andrè's trouwplannen en verbreekt de relatie. Ze krijgt bezoek van Normand, een overspelige kunstenaar, die ontslagen is uit de gevangenis. Ze wil een verhouding met hem beginnen. Maar dan komt André onverwacht op bezoek. Hij is bezorgd en jaloers en besluit nu dat hij toch met Yvonne wil trouwen. Aanvankelijk is ze dolgelukkig, maar ze komt al snel tot de conclusie dat hij niet gelukkig met haar zal zijn. Ze schrijft hem een afscheidsbrief, waarna ze hem verlaat.

## Rolbezetting
| Acteur            | Personage                 |
| ----------------- | ------------------------- |
| Greta Garbo       | Yvonne Valbret            |
| Robert Montgomery | André Montell             |
| Lewis Stone       | Raymond Delval            |
| Marjorie Rambeau  | Lulu                      |
| Judith Vosselli   | Odette                    |
| Beryl Mercer      | Dienstmeid Marthe         |
| John Miljan       | Beeldhouwer Henry Coutant |
| Edwin Maxwell     | Oom Julian Montell        |
| Oscar Apfel       | M. Vignaud                |
| Joan Marsh        | Madeleine Dorety          |
| Zelda Sears       | Tante Pauline             |
| Karen Morley      | Liane Latour              |
| Gwen Lee          | Gaby                      |
| Paul McAllister   | Artiest Jouvet            |
| Arthur Hoyt       | Gavarni                   |

## Achtergrond
De film is gebaseerd op het boek Sappho, maar erkende dat niet in de aftiteling. Het script moest verscheidene keren herschreven worden, omdat het de eerste keren niet goed overeenkwam met het tijdsbeeld van 1930. Toen Greta Garbo in september 1930 werd aangesteld, was ze inmiddels de bekendste actrice uit de Verenigde Staten. Er werd haar persoonlijk om goedkeuring gevraagd voordat Robert Montgomery werd gecast als haar tegenspeler.
De draaidagen begonnen op 15 oktober 1930.Hoewel ze al vaker met elkaar gewerkt hadden, waren Garbo en Brown regelmatig met elkaar in onenigheid. Er was weliswaar geen verbale strijd tussen hen - zij waren beiden te gereserveerd voor een openlijke confrontatie - maar het fundament voor een conflict werd gelegd. Na beëindiging van de draaidagen gaf Brown toe dat hij Garbo niet meer wilde regisseren onder dezelfde voorwaarden. Garbo wilde het liefst een scène in één keer opnemen, terwijl haar collega's liever eerst wilden oefenen. Karen Morley verklaarde: "Garbo had absoluut geen kapsones op de set, maar ze wilde liever niet dat haar collega's naar haar keken zolang de scene dat niet vereiste."
Pas toen er al drie weken aan draaidagen er op zaten, kwam er pas een definitieve script. Garbo en Robert Montgomery bleven tijdens de opnamen vrij afstandelijk tegenover elkaar. De laatste productiedag was op 24 november 1930.
Op 31 januari 1931 volgde de première. Sommige recensenten spraken neerbuigend over de film, maar gaven alle lof aan Garbo's spel. Het tijdschrift Variety schreef: "Garbo heeft nooit beter gespeeld en zag er nooit beter uit dan in deze film".
De film bracht $1 miljoen op en leverde Metro-Goldwyn-Mayer een grote winst.  Tegen de achtergrond van de Crisis van de jaren 1930 was dit een zeer mooi resultaat. Toen de film in Europa uit werd gebracht kwamen er problemen. De rechten van het boek in de Verenigde Staten waren al verlopen, maar in Europa nog niet. Pathé klaagde de studio daarom aan en won de rechtszaak. In Nederland ging de film in première op 31 december 1931 in Tuschinsky in Amsterdam. De film was uitsluitend toegankelijk voor bezoekers vanaf 18 jaar vanwege "Geen zinneprikkeling doch wel onzedelijke aantrekkelijke artiestenwereld".